# Kaplica Ewangelicko-Augsburska w Opolu
Kaplica Ewangelicko-Augsburska – ewangelicko-augsburska kaplica, położona przy ulicy Pasiecznej 12 w Opolu. Kaplica należy do parafii ewangelicko-augsburskiej w Opolu w diecezji katowickiej.

## Historia kościoła
Pierwsze nauki w duchu reformacji pojawiły się w Opolu około 1527 roku. W tym też czasie w klasztorze dominikanów, tzw. górnym, rozpoczęło się regularne nauczanie kościelne młodzieży według katechizmu Lutra. W 1535 roku powołany został ewangelicki kaznodzieja, któremu powierzono odprawianie nabożeństw w kościele podominikańskim "na górce". W 1558 roku kościół przyklasztorny został dla luteran zamknięty. W 1622 roku lenny władca Opola, książę Gabriel Bethlen z Siedmiogrodu wydał pozwolenie na budowę kościoła, i w krótkim czasie wybudowano nieduży kościół w pobliżu klasztoru "na górce". Jednak na rozkaz cesarza Ferdynanda II, został on w 1625 roku zamknięty. Ewangelicy powrócili do Opola w 1742 roku. W 1749 roku podjęto starania o pozwolenie na budowę własnego kościoła. Zakończyły się one niepowodzeniem, i dopiero po interwencjach u ministra pruskiego ewangelicy otrzymali w 1811 roku kościół przyklasztorny po minorytach. Zabudowania przyklasztorne przeszły w ich władanie w 1837 roku.
Okres po zakończeniu II wojny światowej to czas, gdzie ewangelicy byli masowo wysiedlani. Mienie kościelne zostało przejęte przez państwo jako poniemieckie i opuszczone. W połowie lat 50. XX wieku udało się odzyskać od władz miejskich dwa budynki: przy ul. Kropidły i przy ul. Pasiecznej. Dużą salę w budynku przy ul. Pasiecznej parafianie postanowili zaadaptować na kaplicę, jednak dopiero w 1967 roku udało się ruszyć z pracami remontowymi. 24 marca 1968 roku odbyła się uroczystość poświęcenia kaplicy.